# Prionace
Prionace is een monotypisch geslacht van de familie van de requiemhaaien (Carcharhinidae) en kent slechts één soort.

## Taxonomie
- Prionace glauca (Linnaeus, 1758)[3] – Blauwe haai

Carcharhinus · Galeocerdo · Glyphis · Isogomphodon · Lamiopsis · Loxodon · Nasolamia · Negaprion · Prionace · Rhizoprionodon · Scoliodon · Triaenodon